# Ponkie

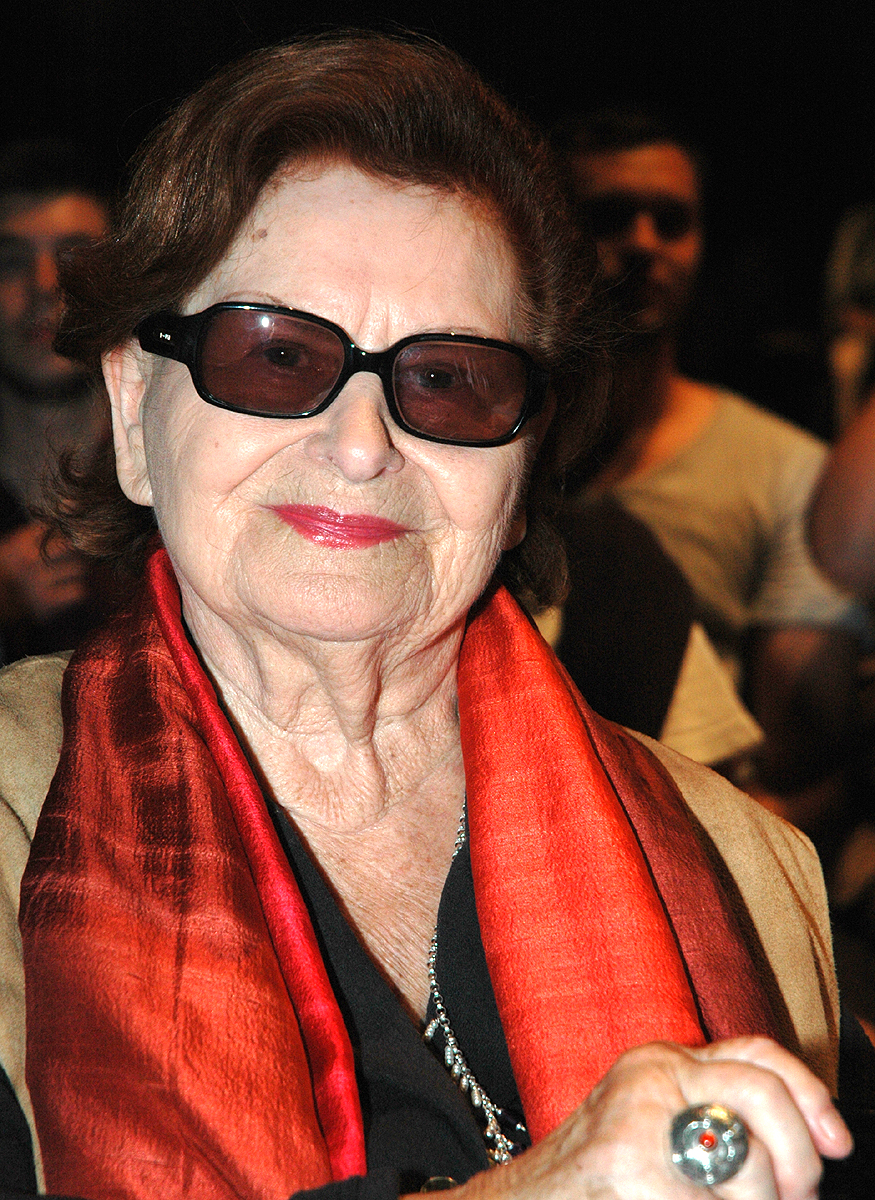
Ponkie bei der Verleihung des Ehrenpreises One Future Preis anlässlich des 31. Filmfestes München, 2013

Ponkie (eigentlich Ilse Kümpfel-Schliekmann; * 16. April 1926 in München; † 30. Dezember 2021 ebenda) war eine freie deutsche Journalistin und Filmkritikerin. Ihr Spitzname stammte aus Universitätszeiten, in denen sie Zeitungswissenschaft und Germanistik studiert hatte.

## Leben
Ab 1956 schrieb Ponkie für das Feuilleton der Abendzeitung München Film- und Fernsehkritiken, aber auch Essays über Filmstars und Regisseure. Ihr bissig-humorvoller Schreibstil machte sie weit über München hinaus bekannt. Neben ihren Beiträgen in Fernsehen gestern, Schau zur Kritik, Am Bildschirm notiert wurde besonders ihre Kolumne Ponkie sieht fern populär, wo sie pointenreich und auf satirische Weise das Fernsehprogramm kommentierte. Das Privatfernsehen klammerte sie in ihren Kritiken weitestgehend aus, weil es ihr „zu albern und zu primitiv“ war. In ihrer jahrzehntelangen Tätigkeit als Journalistin traf sie auch auf viele Filmgrößen, wie z. B. Ingmar Bergman. Ponkie zählte zu den ältesten Freunden des Schauspielers Helmut Fischer, dem sie in den 1960er-Jahren eine Stelle als Filmkritiker bei der Münchner Abendzeitung verschaffte.
In Helmut Dietls Gesellschaftskomödie Rossini ist die Rolle der Reporterin Charlotte ihr nachempfunden worden.
Ihre Söhne sind die Musiker und Komponisten Uli und Harald Kümpfel. Harald Kümpfel ist der Ehemann der Künstlerin Petra Perle.
Ilse Kümpfel-Schliekmann starb am 30. Dezember 2021 mit 95 Jahren in ihrem Haus im Münchner Stadtteil Solln. Ihre Urne wurde am 28. Januar 2022 auf dem Waldfriedhof Solln beigesetzt.

## Publikationen
- Wo bleibt das Positive. Ponkies Glossen. Mit Cartoons von Dieter Olaf Klama. Schneekluth, München 1983, ISBN 3-7951-0848-9.
- Bayern vorn. Zeichnungen von Heinz Birg mit Texten von Gerhard Polt, Ponkie und Rolf Henkel. C. J. Bucher, München 1988, ISBN 3-7658-0565-3.
- Cinema & Kino. Ein fröhliches Wörterbuch für Kinogänger, Auch-Kinogänger, cineastische Fundamentalisten, Fachidioten, Diplom-Fernsehzuschauer und gewöhnliche Traumtänzer. Mit Zeichnungen von Nik Ebert. Tomus, München 1990, ISBN 3-8231-0179-X.
- Das böse München. Mit einem Vorwort von Dieter Hildebrandt. Langen Müller, München 2008, ISBN 978-3-7844-3159-8.
- Bonzo, der neue Hausbesitzer. Mit Illustrationen von Reinhard Michel. Langen-Müller, München 2011, ISBN 978-3-7844-3278-6.
- Ponkie – Elfmeter ins Gehirn: Ein Alphabet von Ponkismen. herausgegeben von Ulrich Kümpfel und Helena Gaitanu. Verlag Attenkofer, Straubing 2022, ISBN 978-3-947029-53-2.

## Auszeichnungen
- 1984: Schwabinger Kunstpreis, Ehrenpreis
- 1991: Besondere Ehrung beim Adolf-Grimme-Preis
- 1995: Wilhelm-Hoegner-Preis für ihre „Verdienste um die Freiheitsrechte“
- 2013: One Future Preis beim Filmfest München, Ehrenpreis